# 兎用心棒
『兎用心棒』 (ウサギ・ヨージンボー、原題:Usagi Yojimbo) は、日系アメリカ人漫画家であるスタン坂井のアメリカン・コミックス作品である。

## 作品の概要
物語の舞台となるのは江戸時代初期（17世紀初頭）の日本だが、そこでは人間の代わりに擬人化された動物が住んでいる。主人公ミヤモト・ウサギ（宮本兎）は兎の浪人で、用心棒として路銀を稼ぎながら武者修行 (musha shugyo) の旅を続けている。
ウサギは実在の人物である宮本武蔵をモデルにしているが、作風や物語に直接影響を与えているのはセルジオ・アラゴネス (en:Sergio Aragonés) によるコミックブック作品『グルー・ザ・ワンダラー (en:Groo the Wanderer)』、英訳された劇画作品『子連れ狼 (en:Lone Wolf and Cub)』、黒澤明監督の映画作品である。
シリーズの主体は一話完結の短編であるが、数章にわたる長編も時おり刊行されている。個々の作品はより大きなプロットの中に位置づけられ、多くの支流を持つ長大な物語を成している。
作品の多くは日本史や日本民話に題材を取っているが、妖怪変化の類が登場することもある。
建築・衣服・武器その他の文物は忠実に当時の様式を模して描かれており、
日本の美術・工芸（凧・刀剣・陶芸など）を紹介することが主眼の話も多い。
また、キャラクターの名前は日本式に名字-名前の順になっている。
これらの試みが功を奏して、1990年には"巧みに織り込まれた史実と伝説"の教育的価値に対してParents' Choice Awardが贈られた。

## シリーズの歴史
ウサギをはじめとする動物キャラクターは、もともと宮本武蔵の生涯を忠実に描く物語に人間として登場する予定だった。
しかし、あるときサカイが気まぐれに構想中の主人公に兎の耳を生やし、頭上で結んで髷の形にした絵を描いてみたところ、その個性的なイメージにサカイ自身が惚れ込んでしまった。
当初サカイは、ウサギ・ヨージンボー以前に短期間描いていた『en:The Adventures of Nilson Groundthumper and Hermy』の脇役としてウサギを使うつもりだった。
しかし、サカイはウサギのアイディアをふくらませて、動物しか出てこないマンガ的な世界を物語の舞台に決めた。非日常的な設定の方が話を作りやすいし、見た目がユニークなので読者に受けるという理由である。
ウサギ・ヨージンボーの初出はアンソロジー誌『アルベド・アンスロポモーフィクス』である。続いて、ファンタグラフィックス・ブックス社が刊行していた動物キャラクターがテーマのアンソロジー誌『クリッターズ』に掲載された。
ウサギの独立誌が刊行されたのはその後である。
これまで、ウサギ・ヨージンボーというタイトルのコミックブックを出版した会社は3社にのぼる。
- ファンタグラフィックス…第1シリーズ。第38号まで。加えてサマースペシャル号1冊、カラースペシャル号3冊。
- ミラージュコミックス…第2シリーズ。第16号まで。
- ダークホースコミックス…第3シリーズ(第172号まで)。第5シリーズが越えて現在も継続中。 サマースペシャル号が4冊以上刊行されている。
- IDWパブリッシング…第4シリーズ。 第131号まで。

このほか、ラジオコミックス社から未刊行の原画・コンベンションでのスケッチなどを集めたコミックブック『The Art of Usagi Yojimbo』が2冊出版されている。第1巻には短編オリジナルストーリーも収録されている。
これと混同しやすいが、2004年にはダークホースコミックスから『The Art of Usagi Yojimbo』と題する20周年記念ハードカバー本が出版された。
ウサギ・ヨージンボーの著作権は作者スタン・サカイ個人が持っているため、ミヤモト・ウサギは前述の出版社のみに縛られることなく、他社の短編作品にゲスト出演してきた。これまでに関係した出版社はカートゥーン・ブックス、オニ・プレス、スカイ・ドッグ・プレス、ウィザード・プレスである。
また最近ではチャリティ本『Drawing the Line』に登場した。
この本の売り上げは癌研究資金としてトロントの病院に寄付されている。
サカイはウサギ・ヨージンボー作品を描くに当たって、色々なフォーマットを試す機会に恵まれている。例えば『Green Persimmon』という物語は、ダイヤモンド・コミック・ディストリビューターの月刊カタログ『プレビューズ』に各回カラー2ページで連載された。
さらにサカイはタブロイドサイズ（431,8 mm × 279,4 mm）の宣伝紙『ダークホース・エクストラ』に新聞マンガ形式の小編を2作連載したことがある。
ウサギ・ヨージンボー作品は1ページのギャグものからトレードペーパーバック数冊にわたる大作まで多岐にわたっており、作者の構成力の熟練を物語っている。
ウサギは『ティーンエイジ・ミュータント・ニンジャ・タートルズ』（原作コミック、新旧アニメシリーズ、トイシリーズ、コンピュータゲーム）にクロスオーバー出演したことがある。逆にタートルズがウサギ・ヨージンボー作品に登場したこともある。
このほか、サカイは限定シリーズとしてスピンオフ作品『スペース・ウサギ (Space Usagi)』を描いた。
ミヤモト・ウサギの子孫をはじめとする本編そっくりなキャラクターが、政治形態や文化様式が日本の封建時代に似た未来世界で活躍する物語である。
3号完結のミニシリーズ3作のほか、短編数作が描かれた。
さらにアニメーションシリーズの計画があったが、同じく擬人化された兎が主人公のSFアニメーション『en:Bucky O'Hare and the Toad Wars』の不振を受けて立ち消えになった。スペース・ウサギはティーンエイジ・ミュータント・ニンジャ・タートルズのトイシリーズの一つとしてアクションフィギュア化されている。
ウサギ・ヨージンボーを題材にしたテーブルトークRPGがGold Rush Games（1998）とSanguine Productions（2005）によって製作されている。1988年にはイギリスのブランドFirebirdによって『Samurai Warrior: The Battles of Usagi Yojimbo』 というタイトルでコンピューターゲーム化された。プラットフォームはコモドール64、ZX Spectrum、Amstrad CPCである。

### 受賞歴
ダークホース版の13号から22号にかけて展開された『グラスカッター (Grasscutter)』編は、1999年にコミックス・バイヤーズ・ガイド誌のファン投票において良いストーリー部門のトップ票を集めた。さらに2000年には同作のトレードペーパーバックがグラフィックアルバム部門のトップに選ばれた。

### 映画からの引用
この作品に登場するキャラクターの中には、日本の時代劇から着想を得たものやオマージュを捧げているものが少なくない。
ウサギのかつての主君はミフネと名づけられたが、何作もの傑作時代劇映画に主演した三船敏郎への敬意が込められている。
犀の賞金稼ぎムラカミ・ゲンノスケは三船が『用心棒』・『椿三十郎』で演じた役から着想を得たキャラクターである。
盲目の豚侠客ザトウイノは『座頭市』から名を借りている。
『子連れヤギ (Lone Goat and Kid)』編には乳母車に息子を乗せて放浪する刺客が登場するが、映画・劇画作品『子連れ狼』から設定を引いている。
もちろん、主人公ミヤモト・ウサギの名も五輪書の著者として知られる宮本武蔵の語呂合わせである。

## キャラクター

### 正義キャラ
宮本兎（みやもとうさぎ）(Miyamoto Usagi)
白いウサギの主人公。心優しい剣術達人の浪人。村長の一人息子に生まれ、幼馴染はマリコとライバルのケンイチ。
雨ともえ（あめともえ）(Tomoe Ame)
芸州藩の女性猫武士。イメージモデルは巴御前だが、名前の由来は作者が好きな「トモエ飴」というハワイキャンディから。
村上源之助（むらかみげんのすけ） (Murakami Gennosuke)
賞金稼ぎの犀。白桁藩の村上大将の息子。三船敏郎の「用心棒」の三十郎のイメージキャラ。角は座頭猪に切られた。
座頭猪（ざとういの）(Zato-Ino)
盲目剣豚。座頭市のイメージキャラ。目が見えないが、鼻が目の代わりをしている。兎との決闘で鼻を失った後、木の義鼻を使う。
勝一（かついち）(Katsuichi)
山で隠棲生活するライオンの武士。我流剣術の天才にして、兎の剣術師匠。

### 悪キャラ
ヒキジ (Lord Hikiji)
兎用心棒世界の影大名。暗黒世界を支配しているが、謎に包まれている。征夷大将軍を望む野望を持つ。兎の父を殺し、兎の殿を倒し、兎の向こう傷を刻めた。あまり登場はしないが、漫画では唯一人間キャラらしい。